# Larceveau-Arros-Cibits
Larceveau-Arros-Cibits é uma comuna francesa na região administrativa da Nova Aquitânia, no departamento dos Pirenéus Atlânticos. Estende-se por uma área de 18,45 km². Em 2010 a comuna tinha 428 habitantes (densidade: 23,2 hab./km²).